# گرسوالده
گرسوالده (به آلمانی: Gerswalde) یک شهر در آلمان است که در Gerswalde واقع شده‌است. گرسوالده ۱٬۷۶۳ نفر جمعیت دارد.